# Partido judicial de Majadahonda
El partido judicial de Majadahonda es uno de los veintiún partidos judiciales en los que se divide la Comunidad de Madrid. Posee el número 12. Se circunscribe a los términos municipales de Majadahonda, la capital del partido, y Las Rozas de Madrid, dando servicio a una población de más de 160.000 habitantes.
Cuenta con ocho juzgados de Primera Instancia y de Instrucción, todos ellos en Majadahonda. Todos los juzgados anteriormente citados, excepto el N.º 6 y el N.º 7, que se encuentran en la calle Joaquín Turina de Majadahonda, se sitúan en la Avenida de los Claveles de la localidad, apareciendo con frecuencia en los medios de comunicación por la transcendencia pública de muchos de los juicios que allí se celebran. Las Rozas, por su parte, posee únicamente un juzgado de paz.